# クワイエット・プレイス:DAY 1
『クワイエット・プレイス：DAY 1』（原題：A Quiet Place: Day One）は2024年のアメリカ合衆国のホラー映画であり、2018年に公開されたホラー映画『クワイエット・プレイス』シリーズの前日譚を描くスピンオフ作品である。監督はマイケル・サルノスキが務める。
前2作で監督・脚本・製作/製作総指揮を務め、また出演もしていたジョン・クラシンスキーは、本作では製作に専念している。
本作を収録したDVD版とBlu-ray版が2024年10月9日に発売開始。

## ストーリー
末期癌患者で余命幾ばくもないサミラは、猫のフロドとニューヨーク郊外のホスピスで暮らしている。サムはフロドを連れて、マリオネット・ショーを観劇しにマンハッタンへ出かけるが、そこで空から隕石のような物体が降り注ぐ場面に遭遇する。その直後、音に反応する凶暴な怪物達が人々を襲い始める。サミラは目の前で起きた爆発に吹き飛ばされて意識を失う。
サミラは他の生存者たちも避難している劇場の中で目を覚ます。軍用ヘリコプターからの放送は、当局が救助するまで静かに隠れているように市民へと警告する。怪物の拡散を食い止めるために戦闘機がマンハッタンに通じる橋を爆撃して破壊するが、その光景を見た一人の男がパニックを起こして騒ぎ始め、アンリという別の男が彼を黙らせようとして殺してしまう。
その夜、看護師のルーベンが大きな音を出していた非常用発電機を停止させるが、直後に音を立ててしまったことでサミラの目の前で怪物に殺される。打ちひしがれたサミラはフロドを連れて「ピザを食べる」ためにハーレムへと向かう。怪物は泳げないため、サウス・ストリート・シーポートから船で避難を開始すると軍が放送する。人々は避難地点に向かって動き出すが、怪物達の襲撃を受けて大混乱を引き起こす。そのさなか、サミラはフロドとはぐれてしまう。
水没した地下鉄から脱出してきたイギリス人のエリックは、フロドの後を追ってサミラと出会う。サミラはエリックに避難場所へ行くように助言するが、彼は彼女のアパートまでついてくる。そこでエリックは、サミラが詩人であることを知る。翌朝、サミラは一人でハーレムへ向かうが、またもエリックがついてくる。二人は誤って音を立てて怪物を刺激してしまい、浸水した地下鉄に逃げ込む。二人が水の中を歩いて移動していると、眠っていた怪物が目を覚まして二人を追いかけてくる。だが軍が言っていた通り、怪物は泳ぐことが出来ずに途中で溺死する。
二人はボロボロになった教会に辿り着き、エリックはサミラのために外へ出かけ、鎮痛剤を手に入れてくる。サミラはエリックに、子供の頃の亡き父との思い出を話し、ハーレムのジャズクラブで父がピアノを演奏するのをよく見たこと、その帰りにはピザ屋のパッツィで一緒にピザを食べたことを懐かしむ。明くる日、二人はパッツィにたどり着くが、店は焼けてしまっていた。エリックはサミラをクラブに連れて行き、別の店からピザを持ってくることで彼女を元気づける。
その後、エリックとサミラはマンハッタンから脱出して去ってゆく途中の船を見かける。岸辺には怪物が集まり船を眺めている。サミラはエリックにフロドを託すと走り出し、怪物の気をそらすために車のアラームを作動させる。エリックとフロドはその隙に水に飛び込み、船に乗っていたアンリら生存者によって助け上げられる。そうして助かったエリックがサミラが残したメモを見つけて読むと、フロドを頼むという文言と感謝を伝える言葉が書かれていた。
一人ニューヨークに残ったサミラは、誰もいない静かな道でニーナ・シモンの "Feeling Good" をラジカセに繋げたイヤホンで聴きながら歩いていた。そして自ら死を迎える決意をした彼女はイヤホンをラジカセから引き抜いて辺りに音楽を流し、穏やかな表情を浮かべる。次の瞬間、サミラの背後に怪物が降り立つのだった。

## キャスト
サミラ（サム）
演 - ルピタ・ニョンゴ、日本語吹替 - 杉本ゆう
末期癌を患う黒人女性。詩人。
エリック
演 - ジョセフ・クイン、日本語吹替 - 清水優譲
イギリス人法学生の青年。
ルーベン
演 - アレックス・ウルフ、日本語吹替 - 益山武明
サミラが通う病院の看護師。
アンリ
演 - ジャイモン・フンスー、日本語吹替 - 乃村健次
生存者。

## 評価
Rotten Tomatoesによれば、243件の評論のうち高評価は86%にあたる281件で、平均点は10点満点中7.1点、批評家の一致した見解は「ルピタ・ニョンゴとジョセフ・クインによる生々しい人間性に裏打ちされた、『クワイエット・プレイス』へのこの横道（スピンオフ作品）には、静寂の中で奏でられる新鮮な恐怖の音色がある。」となっている。Metacriticによれば、53件の評論のうち、高評価は41件、賛否混在は10件、低評価は2件で、平均点は100点満点中68点となっている。